# Cimiano (metropolitana di Milano)
Cimiano è una stazione della linea M2 della metropolitana di Milano.

## Storia
La stazione venne inaugurata il 26 maggio 1969 sul tracciato in superficie lungo via Palmanova, all'epoca servito esclusivamente dai tram delle linee per Vaprio e per Cassano, ovvero le linee celeri dell'Adda.
Il successivo 28 settembre venne attivato il primo tratto, da Caiazzo a Cascina Gobba, della linea M2 e pertanto la stazione venne servita anche dai convogli metropolitani.
L'esercizio tranviario sulle linee celeri dell'Adda continuò fino al 4 dicembre 1972, quando venne sostituito dall'esercizio metropolitano; pertanto da tale data la stazione di Cimiano fu servita esclusivamente dai convogli metropolitani.

## Strutture e impianti
La stazione è situata fra via Palmanova, via Don Giovanni Calabria e via Pusiano, nel quartiere Cimiano, all'interno del territorio del comune di Milano. Si tratta di una stazione di superficie dotata di un'unica banchina a isola coperta da una pensilina; è la prima stazione in superficie che si incontra sulla M2 proveniendo da Piazza Abbiategrasso e Assago Milanofiori Forum e procedendo in direzione di Cologno Nord e Gessate.
Vi è un mezzanino, posto sotto i binari all'estremità occidentale della banchina e collegato tramite un sottopassaggio ai due lati di via Palmanova.

## Interscambi
Nelle vicinanze della stazione effettuano fermata alcune autolinee urbane.
- Fermata autobus
- Portabiciclette

## Servizi
La stazione dispone di:
- Accessibilità per portatori di handicap
- Ascensori[5] (solo tra l'esterno e il mezzanino)
- Scale mobili
- Emettitrice automatica biglietti
- Stazione video sorvegliata
- Servizi igienici
- Sottopassaggio pedonale

## Galleria d'immagini

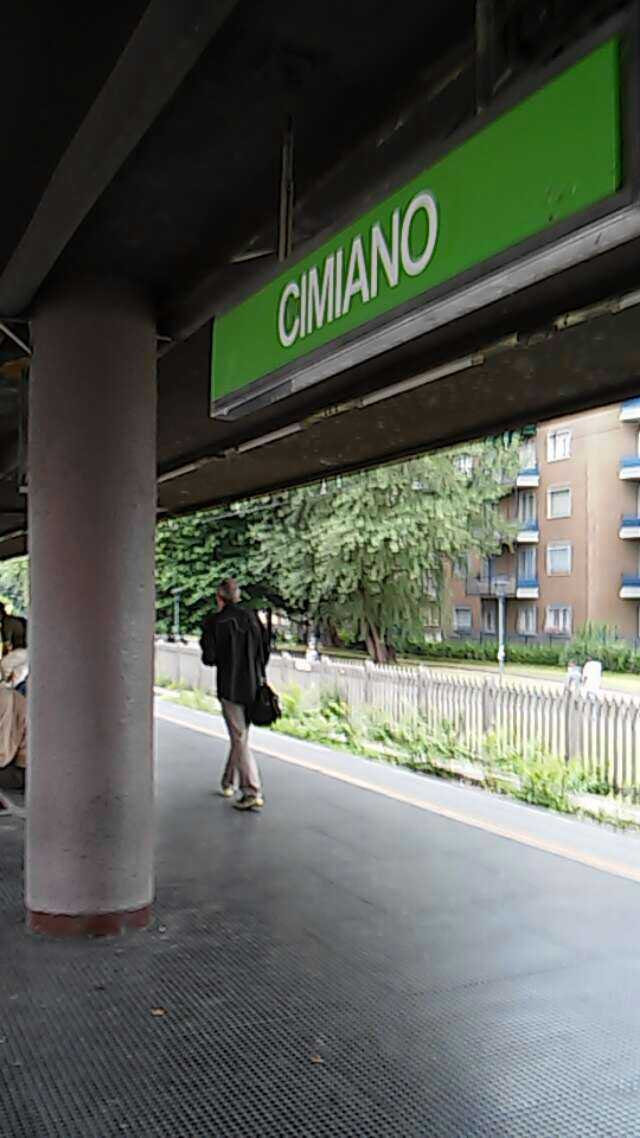
Il piano banchina
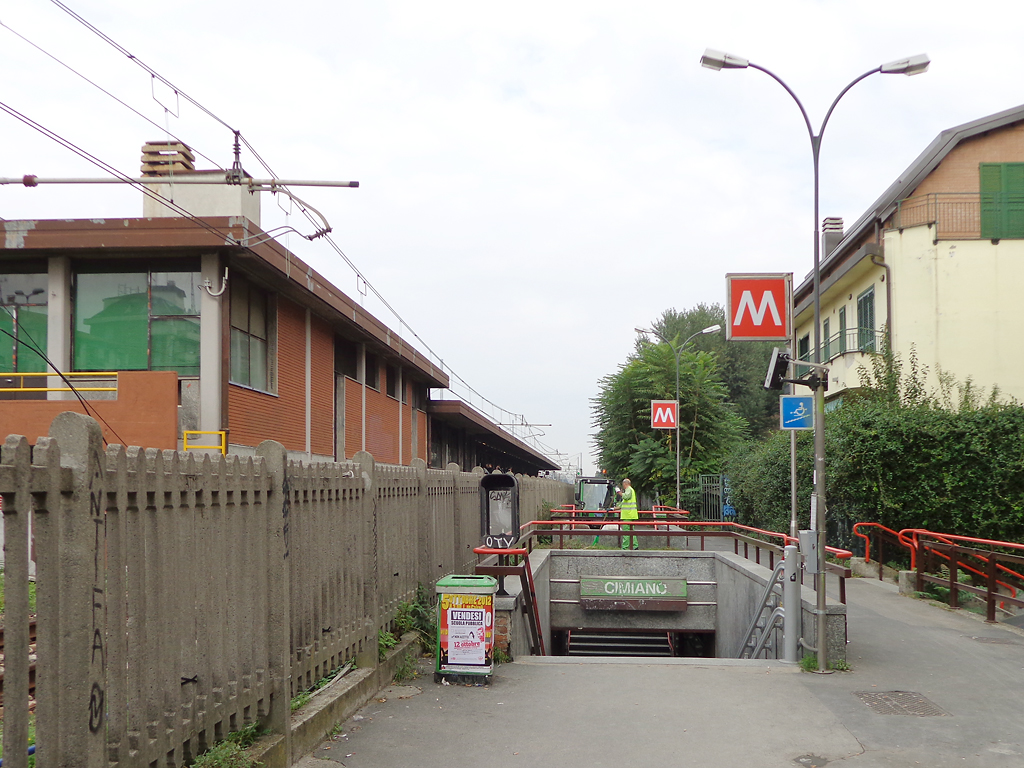
L'ingresso a sud
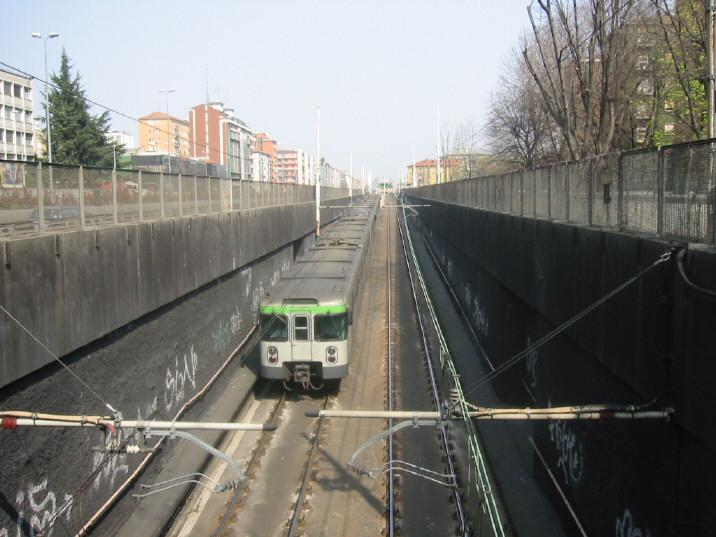
Foto della rampa tra le stazioni di Udine e Cimiano.